# Kōnin
Kōnin (jap. 光仁天皇, Kōnin-tennō; * 18. November 709; † 11. Januar 782) war der 49. Tennō von Japan (770–781). Er war ein Enkel von Tenji-tennō.
Seine Gemahlin war die Tochter von Shōmu-tennō Prinzessin Inoe (井上内親王, Inoe-naishinnō; 717?–775). Zunächst war ihr gemeinsamer Sohn Prinz Osabe (他戸親王, Osabe-shinnō; † 775) als Kronprinz vorgesehen. Aber sie wurden entlassen und Prinz Yamabe wurde der neue Kronprinz. Heute vermuten Historiker, dass eine Intrige Prinz Yamabes und seiner Verbündeten die Ursache war.
Mit Prinzessin Inoe hatte ebenfalls noch eine Tochter: Prinzessin Sakahito (酒人内親王, Sakahito-naishinnō; 754–829), die eine Nebenfrau (妃, hi) des Kammu-tennō (Prinz Yamabe) wurde.
Die Konkubine des Tennō und Mutter von Prinz Yamabe war Takano no Niigasa, die angeblich von König Muryeong von Baekje abstammt.